# Thulay
Thulay é uma comuna francesa na região administrativa de Borgonha-Franco-Condado, no departamento de Doubs. Estende-se por uma área de 2,23 km². Em 2010 a comuna tinha 219 habitantes (densidade: 98,2 hab./km²).